# Rue d'Aubuisson
La rue d'Aubuisson (en occitan : carrièra d'Aubuisson) est une voie de Toulouse, chef-lieu de la région Occitanie, dans le Midi de la France.

## Situation et accès

### Description
La rue d'Aubuisson est une voie publique. Elle se trouve dans le quartier Saint-Aubin.
Elle est parfaitement rectiligne, orientée d'est en ouest, longue de 311 mètres et d'une largeur de 9 à 11 mètres. Elle naît du boulevard Lazare-Carnot, avec lequel elle délimite, sur une longueur de 70 mètres une place triangulaire, la place Roland. Elle rencontre, après 72 mètres, la rue Saint-Aubin, puis se termine 169 mètres plus loin au carrefour de la rue Pierre-Paul-Riquet. Elle est prolongée à l'est, par la rue Charles-Camichel qui aboutit au canal du Midi.
La chaussée ne compte qu'une seule voie de circulation automobile à sens unique. Elle appartient à une zone 30 et la vitesse y est limitée à 30 km/h. Il n'existe ni piste, ni bande cyclable, quoiqu'elle soit à double-sens cyclable.

### Voies rencontrées
Le rue d'Aubuisson rencontre les voies suivantes, du sud au nord (« g » indique que la rue se situe à gauche, « d » à droite) :
1. Boulevard Lazare-Carnot (g)
2. Place Roland (d)
3. Rue Saint-Aubin (g)
4. Rue Pierre-Paul-Riquet

### Transports
La rue d'Aubuisson n'est pas directement desservie par les transports en commun Tisséo. Elle débouche cependant sur le boulevard Lazare-Carnot et la place Roland, traversés par les lignes de Linéo L1L8L9. À l'est, le boulevard du Professeur-Léopold-Escande est desservi par la ligne de bus 27. Les stations de métro les plus proches sont la station François-Verdier, sur la ligne , et la station Jean-Jaurès, au croisement des lignes  .
Les stations de vélos en libre-service VélôToulouse les plus proches sont, à l'ouest, les stations no 21 (63 boulevard Lazare-Carnot) et no 22 (24 boulevard Lazare-Carnot) et, à l'est, la station no 41 (1 rue Charles-Camichel).

## Odonymie
La rue porte le nom de Jean-François d'Aubuisson de Voisins (1769-1841). Né à Toulouse, issu d'une famille de la noblesse parlementaire originaire de Sayrac, près de Villemur-sur-Tarn, il est ingénieur en chef du corps des mines. Il s'intéresse tout particulièrement à l'alimentation de la ville en eau potable et il est l'auteur des plans des fontaines publiques entre 1817 et 1828.
Avant 1857, la rue était désignée comme la rue des Cimetières-Saint-Aubin : elle menait en effet au cimetière qu'on avait établi en 1775, mais qui avait disparu après l'ouverture du nouveau cimetière de Terre-Cabade et, surtout, la construction de l'église Saint-Aubin à son emplacement à partir de 1847. En 1794, pendant la Révolution française, on lui attribua le nom de rue Le Boulou, en souvenir de la victoire des armées de la République contre les forces espagnoles près de la ville du Boulou (Pyrénées-Orientales), dans le cadre de la guerre du Roussillon, mais il ne fut pas conservé.

## Patrimoine et lieux d'intérêt

### Immeubles et maisons
- no  1 : immeuble. 
L'immeuble, de style moderne, est construit en 1954 par l'architecte Guy Rouch. L'ossature est en béton et les façades en ciment sont simplement enduites. Il s'élève à l'angle du boulevard Lazare-Carnot (actuel no 30), face à la place Roland, sur onze niveaux (un sous-sol, un rez-de-chaussée, un entresol et huit étages) : il est ainsi représentatif des immeubles de grande hauteur qui sont construits le long des boulevards dans les années 1950 et 1960. La façade latérale, sur la rue d'Aubuisson, est rythmée par les bandeaux horizontaux continus des fenêtres, simplement interrompus par les piliers verticaux de la structure. Le rez-de-chaussée est occupé par des boutiques et la porte d'entrée est soulignée par un auvent en béton[5].

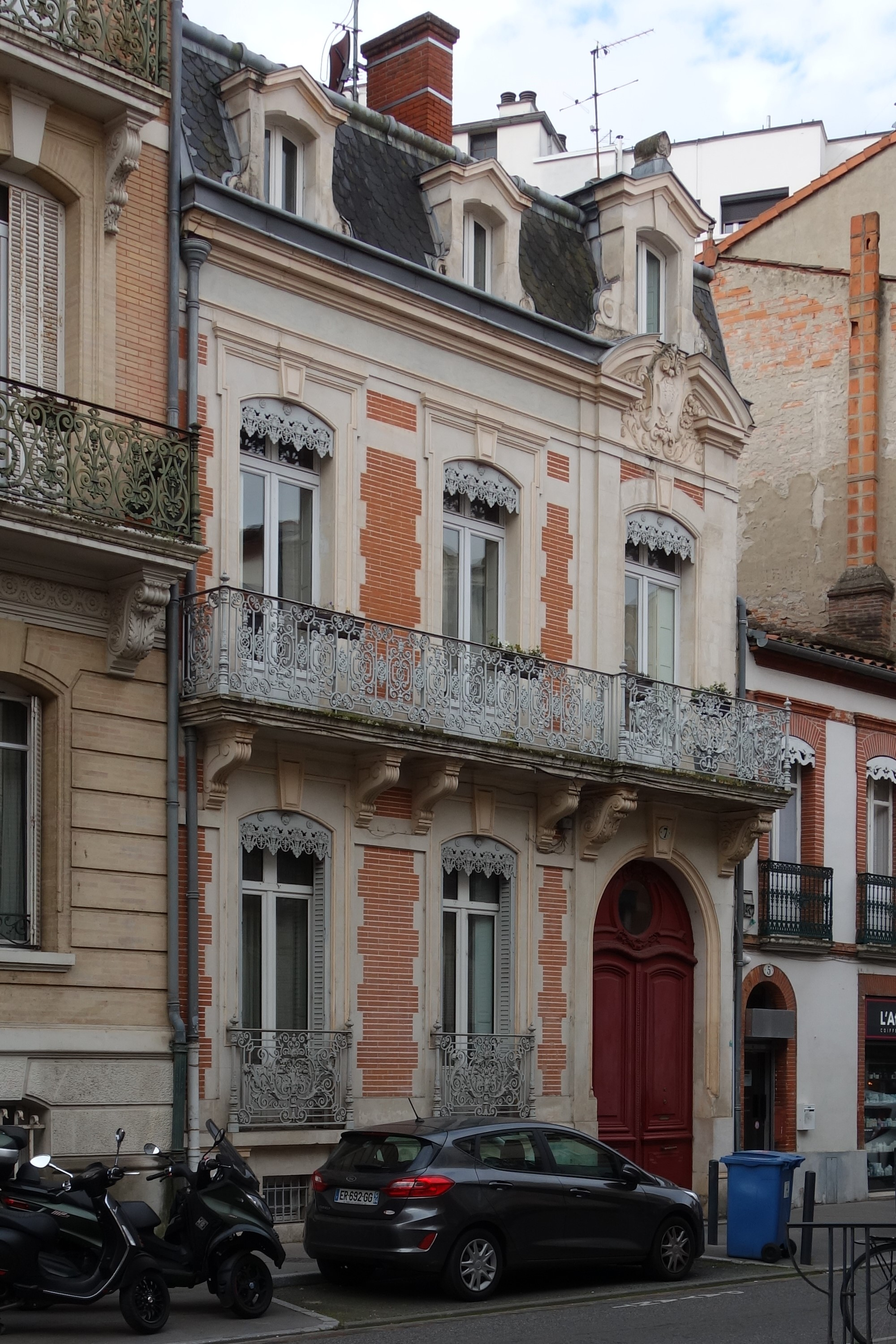
no 7 : immeuble.

- no  7 : immeuble (deuxième moitié du XIXe siècle)[6].

- no  9 : hôtel Saunal. 
Un hôtel particulier est construit vers 1899 par l'architecte Joseph Thillet, pour le compte de M. Saunal[7].

- no  10 : immeuble Castang. 
L'immeuble est construit en 1878 sur les plans de l'architecte Ernest Gazagne pour le compte de Mme Castang. En 1899, il est surélevé d'un 3e étage, à la demande de M. Muratet, et, vers 1960, d'un 4e étage[8].

- no  26 : maison Pilette.  Patrimoine XXe siècle (2017)[9]. 
La maison est construite en 1924 pour Edmond Pilette, qui y fait une démonstration de ses qualités d'architecte. Il y installe son agence d'architecture au rez-de-chaussée, et son domicile à l'étage. Elle s'élève à l'angle de la rue Saint-Aubin. Le décor de la façade – balustres, frises, arcs, briques vernissées, ferronneries des garde-corps – est influencé par l'Art déco. La structure est en béton armé, simplement couvert d'un enduit blanc, avec un hourdis de briques claires. Le soubassement en béton est mis en valeur par des compartiments en opus incertum.
Au rez-de-chaussée, une salle d'attente et deux grands bureaux occupent l'angle des rues. Un garage est accessible depuis la rue Saint-Aubin. À l'étage, les pièces de réception occupent l'angle des deux rues : la salle à manger et le petit salon, marqués par un bow-window courbe, encadrent le salon éclairé par une fenêtre d'angle. La chambre est reléguée au-dessus du garage, et la cuisine est située à proximité de la chambre, sur la rue Saint-Aubin. L'élévation est couronnée par une frise en carreaux de terre cuite vernissée[10],[11].

### Espace Diversités Laïcité
L'Espace Diversités Laïcité est ouvert au no 38. Il abrite, sur 2 200 m², l'Espace Diversités Laïcité - Centre LGBT et la Mission égalité diversités. Au rez-de-chaussée se trouve l'accueil, ainsi qu'un auditorium. Le 1er étage est occupé par une salle d'exposition et plusieurs salles de réunion, le 2e étage par le centre LGBT, et les 3e et 4e étages par les bureaux de la Mission égalité diversités. Enfin, on trouve également, au 2e étage, l'atelier de couture du Théâtre du Capitole.
Le bâtiment, une ancienne usine de confection, s'ouvre sur la rue d'Aubuisson et l'impasse Saint-Aubin (actuel no 7).

## Personnalités
- Claude Birague (1920-1982) : originaire du Tarn, élève au lycée Lapérouse, à Albi, où il rencontre Georges Pompidou et avec lequel il garde des liens, Claude Birague fait des études de médecine et devient otorhinolaryngologiste et chef de service au Centre régional anticancéreux à l'hôpital de La Grave. Il est aussi une figure des cercles gaullistes et particulièrement de l'Union pour la nouvelle République (UNR), puis de l'Union des démocrates pour la République (UDR) : en 1968, il est responsable local du comité pour la défense de la République, puis l'année suivante président du comité de soutien à Georges Pompidou. Il est soupçonné, dans le même temps, d'entretenir des relations avec le « milieu » toulousain. En 1976, il est jugé et condamné pour avoir commandé le meurtre d'un journaliste, René Trouvé, correspondant du Meilleur et de Minute. Il avait son domicile dans la rue d'Aubuisson (actuel no 14).

- Edmond Pilette (1882-1973) : l'architecte eut son domicile et son atelier dans la maison qu'il avait faite construire (actuel no 26).

- Louis Douste-Blazy (1921-2012) : originaire de Toulouse, il se consacra à la biochimie, particulièrement au Centre régional anticancéreux, à l'hôpital de La Grave, puis à l'hôpital de Purpan. Il épousa Geneviève Béguère, fille d'Antoine Béguère, sénateur-maire de Lourdes de 1952 à 1960, et fut le père de Philippe Douste-Blazy. Il avait son domicile au no 24[14].